# Torfbach (Wörthsee)
Der Torfbach ist ein ca. 1,5 km langer Bach im Gemeindegebiet von Inning am Ammersee. Er gehört zum Flusssystem der Isar.
Der Bach entsteht im Schlichtmoos und fließt nach Westen. Ab dem Weiler Schlagenhofen heißt er Mühlgraben und mündet als solcher im Wörthsee.